# Eugène Richez
Louis Eugène Richez (Canly, 5 d'agost de 1864 - ?) va ser un tirador amb arc francès que va competir a cavall del segle xix i el segle xx.
El 1908 va disputar dues proves el programa de tir dels Jocs Olímpics de Londres. Fou novè en la prova d'estil continental i dissetè en la doble ronda York.
Dotze anys més tard, un cop finalitzada la Primera Guerra Mundial, va prendre part en els Jocs d'Anvers, on va disputar tres proves del programa de tir. Guanyà la medalla de plata en les proves de tir a l'ocell mòbil, 50 m. per equips i ocell mòbil, 33 m. per equips, i la de bronze en la de tir a l'ocell mòbil, 28 m. per equips.